# NGC 946
NGC 946 је лентикуларна галаксија у сазвежђу Андромеда која се налази на NGC листи објеката дубоког неба.
Деклинација објекта је + 42° 13' 59" а ректасцензија 2h 30m 38,4s. Привидна величина (магнитуда) објекта NGC 946 износи 13,7 а фотографска магнитуда 14,7. NGC 946 је још познат и под ознакама UGC 1979, MCG 7-6-26, CGCG 539-34, NPM1G +42.0091, PGC 9556.